# Wolfsheim (Gemeinde)
Wolfsheim ist eine Ortsgemeinde im Landkreis Mainz-Bingen in Rheinland-Pfalz und gehört zur Region Rheinhessen. Sie gehört der Verbandsgemeinde Sprendlingen-Gensingen an, die ihren Verwaltungssitz in der Gemeinde Sprendlingen hat.

## Geographie

### Geographische Lage
Die Gemeinde liegt im Rheinhessischen Hügelland nördlich des Wißbergs an einem Südhang. Weithin sichtbare Landmarken sind die beiden Stahlfachwerktürme des Rheinsenders (Höhe: 102 Meter) und des Richtfunksammlers Wolfsheim (63 Meter). Der östlich des Ortes gelegene Wohnplatz Am Rheinsender Wolfsheim gehört zum Gemeindegebiet.

### Nachbargemeinden
Nachbarorte sind die Ortsgemeinden Ober-Hilbersheim im Norden, Jugenheim und Partenheim in Nordosten, Vendersheim im Südosten, Gau-Weinheim im Süden, sowie Sankt Johann im Westen.

### Klima
Der Jahresniederschlag beträgt 536 mm.

## Geschichte
Der Ortsname geht wahrscheinlich auf die Siedlung eines Franken namens Wulfilo zurück. Im Weltatlas des Geographen Gerhard Mercator aus dem Jahr 1595 wurde der Ort als WOLFZIM verzeichnet.
Im Jahr 1844 wurde in der Wolfsheimer Gemarkung ein bedeutender Goldfund aus einem völkerwanderungszeitlichen Fürstengrab gemacht. Der Goldfund von Wolfsheim stammt aus dem Anfang des 5. Jahrhunderts und ist heute im Museum Wiesbaden in der Sammlung Nassauischer Altertümer zu sehen.
Ein Spätrömisches Nuppenglas, in Form eines Kantharos, wurde 1934 beim Anlegen von Entwässerungsgräben in der Flur „Im Weiler“ gefunden. Es befindet sich im Landesmuseum Mainz.
Am 15. Mai 1950 wird vom Südwestfunk SWF (jetzt Südwestrundfunk SWR) der Rheinsender in der Nähe von Wolfsheim in Betrieb genommen. Der 150 m hohe Mast war bis zu seiner Sprengung am 19. Februar 2013 das höchste Bauwerk in Rheinhessen.
Seit 1972 ist Wolfsheim eine verbandsangehörige Gemeinde der seinerzeit neu gebildeten Verbandsgemeinde Sprendlingen-Gensingen, doch erst am 16. April 1974 wurde die Gemeinde aus dem Landkreis Alzey-Worms in den Landkreis Mainz-Bingen eingegliedert.

## Politik

### Gemeinderat

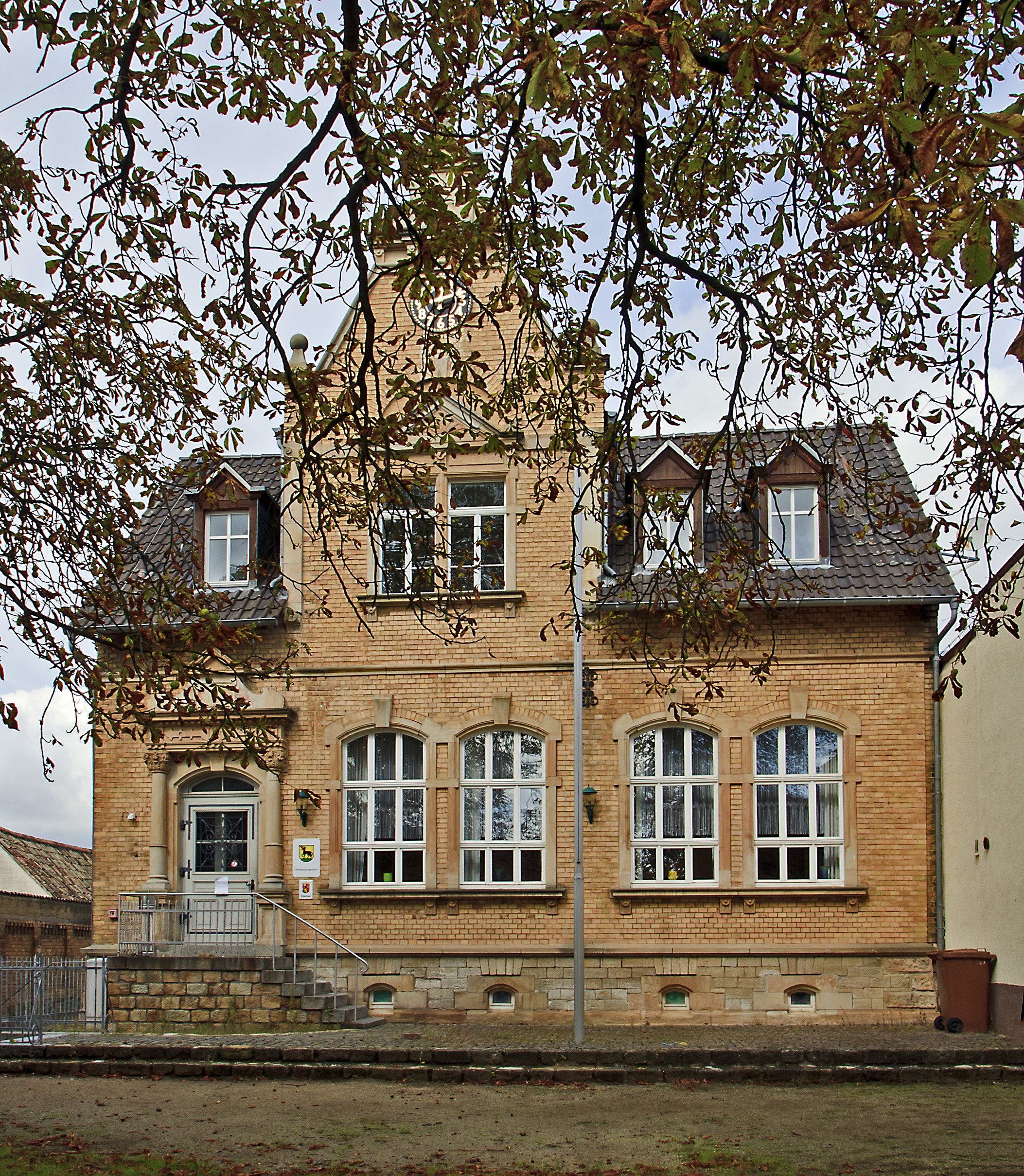
Das ehemalige Schulhaus, heute Sitz der Gemeindeverwaltung

Der Gemeinderat in Wolfsheim besteht aus zwölf Ratsmitgliedern, die bei der Kommunalwahl am 9. Juni 2024 in einer personalisierten Verhältniswahl gewählt wurden, und dem ehrenamtlichen Ortsbürgermeister als Vorsitzendem.
Die Sitzverteilung im Gemeinderat:
| Wahl | SPD               | WWG               | Pro               | Gesamt   |
| ---- | ----------------- | ----------------- | ----------------- | -------- |
| 2024 | 3                 | 4                 | 5                 | 12 Sitze |
| 2019 | 3                 | 5                 | 4                 | 12 Sitze |
| 2014 | –                 | 7                 | 5                 | 12 Sitze |
| 2009 | 1                 | 7                 | 4                 | 12 Sitze |
| 2004 | per Mehrheitswahl | per Mehrheitswahl | per Mehrheitswahl | 12 Sitze |

- WWG = Wolfsheimer Wählergemeinschaft e. V.
- Pro = Pro Wolfsheim e. V.

### Bürgermeister
Mechthild Walldorf wurde am 18. Oktober 2023 Ortsbürgermeisterin von Wolfsheim. Da für eine am 12. November 2023 vorgesehene Direktwahl kein Wahlvorschlag eingereicht wurde, oblag die Neuwahl gemäß Gemeindeordnung dem Rat, der sich einstimmig für Mechthild Walldorf entschied. Bei der Direktwahl am 9. Juni 2024 wurde sie als einzige Bewerberin mit einem Stimmenanteil von 83,3 % für weitere fünf Jahre in ihrem Amt bestätigt.
Walldorfs Vorgänger Erich Hofmann (SPD) hatte das Amt 2019 übernommen. Bei der Stichwahl am 16. Juni 2019 war er mit einem Stimmenanteil von 85,85 % gewählt worden, nachdem der zweite Kandidat, der bisherige Ortsbürgermeister Johannes Holzmann (Wolfsheimer Wählergemeinschaft e. V.), im Vorfeld ausdrücklich auf eine Wiederwahl verzichtete. Erich Hofmann verstarb am 15. August 2023, wodurch eine Neuwahl erforderlich wurde.

## Verkehr
Wolfsheim liegt an der in West-Ost-Richtung verlaufenden Landesstraße 413. Im Ort zweigt von ihr die Kreisstraße 50 in südlicher Richtung ab.
Die Regionalbuslinie 630 Mainz – Bad Kreuznach des Rhein-Nahe-Nahverkehrsverbunds (RNN) bindet Wolfsheim an das ÖPNV-Netz an.

## Söhne und Töchter des Ortes
- Johann Eberle (1879–1932), liberaler hessischer Landtagsabgeordneter

## Siehe auch

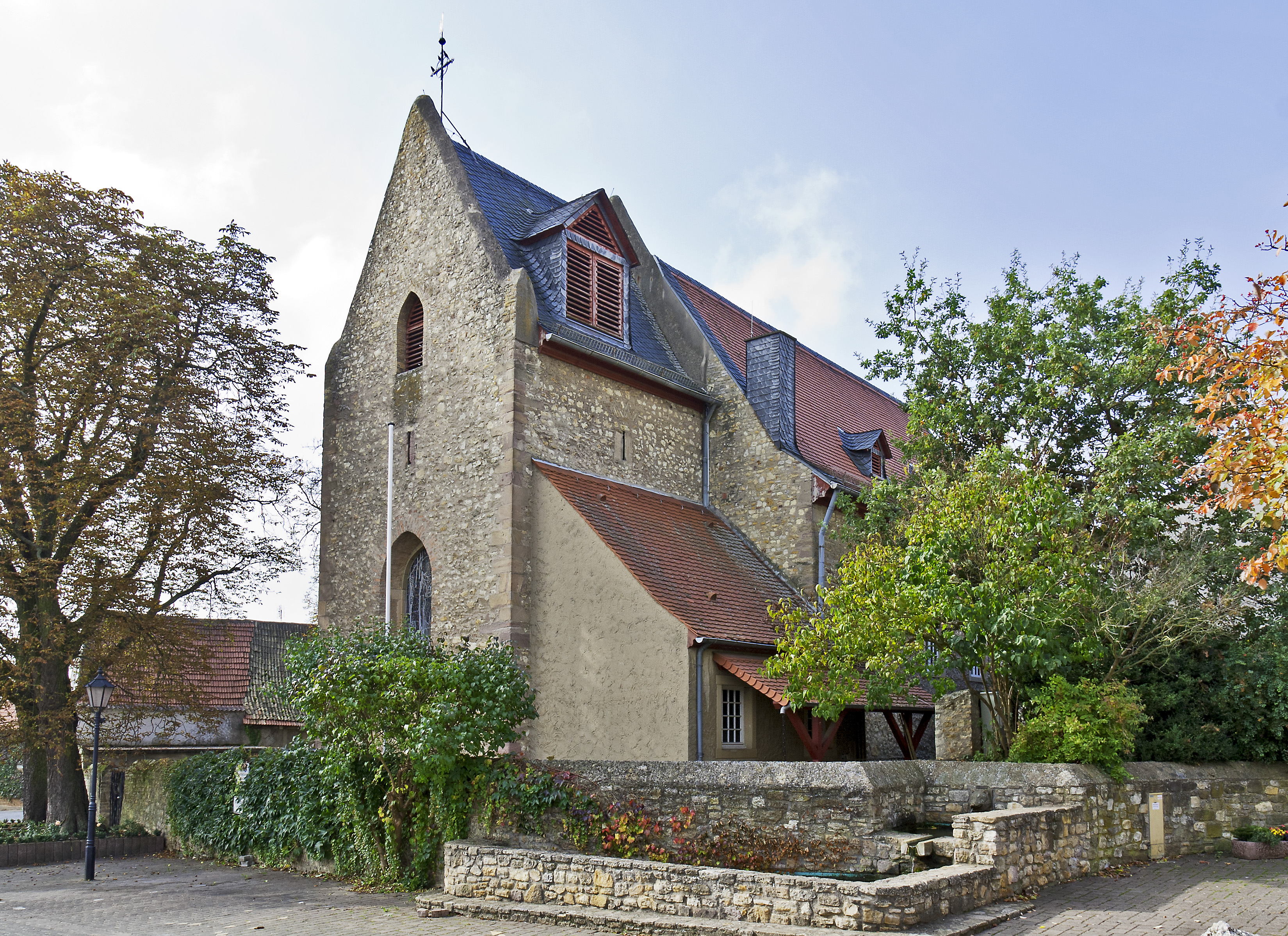
Evangelische Kirche